# Пляжный волейбол на летних Олимпийских играх 2012 (женщины)
Соревнования по пляжному волейболу среди женских команд на Играх XXX Олимпиады в Лондоне проходили с 28 июля по 8 августа 2012 года с участием 24 пар из 17 стран. Ареной соревнований являлся песчаный корт с временными трибунами на 15 000 зрителей, расположенный в центре Лондона на плацу Конной Гвардии (англ. Horse Guards Parade). Победителем турнира стала пара из США Мисти Мэй-Трейнор и Кэрри Уолш, завоевавшие третье подряд золото Олимпийских игр.

## Квалификация
Представители Великобритании на правах организаторов Олимпийских игр в квалификационных соревнованиях не участвовали. 16 команд были определены по мировому рейтингу, учитывающему результаты Мирового тура FIVB в 2011—2012 годах, при этом от каждой страны на Олимпийских играх может выступить не более двух пар. Семь стран получили неименные олимпийские лицензии, пять из которых (по одной на каждую входящую в FIVB континентальную конфедерацию) были разыграны в рамках Континентального кубка, а оставшиеся две — на Кубке мира в Москве.
|                                      | Квота | Страны | Команды |
| ------------------------------------ | ----- | --- | --- |
| Принимающая страна                   | 1     | Великобритания | Зара Дампни и Шона Муллин |
| Мировой рейтинг на 18 июня 2012 года | 16    | Бразилия · Китай · США · США · Бразилия · Италия · Нидерланды · Германия · Швейцария · Германия · Чехия · Испания · Австрия · Австралия · Чехия · Греция | Жулиана Фелисберта и Лариса Франса Сюэ Чэнь и Чжан Си Мисти Мэй-Трейнор и Керри Уолш Дженнифер Кесси и Эйприл Росс Мария Антонелли и Талита Антунес Грета Чиколари и Марта Менегатти Занне Кайзер и Марлен ван Ирсель Сара Голлер и Лаура Людвиг Симоне Кун и Надине Зумкер Катрин Хоттвик и Илька Земмлер Кристина Колочова и Маркета Слукова Эльза Бакеризо и Лилиана Фернандес Дорис Швайгер и Стефани Швайгер Луиза Боуден и Бекара Палмер Ленка Гаечкова и Гана Клапалова Вассилики Арванити и Мария Царцани |
| Континентальный кубок 2010/12        | 5     | Австралия · Маврикий · Россия · Канада · Аргентина | Натали Кук и Тамсин Хинчлей Наташа Ригобер и Элоди Ли Юк Ло Екатерина Хомякова и Евгения Уколова Мане-Андре Лессар и Анье Мартин Ана Гальяй и Мария Зонта |
| Кубок мира                           | 2     | Нидерланды · Россия | Меделейн Меппелинк и Софи ван Гестел Анастасия Васина и Анна Возакова |

## Соревнование
Состав групп предварительного этапа был определён жеребьёвкой, которая состоялась 19 июля 2012 года в Клагенфурте.
По итогам группового этапа напрямую в 1/8 финала вышли 12 команд, занявшие в своих группах 1-е и 2-е места, а также две команды, которые заняли 3-е места с наилучшими показателями. Ещё четыре команды, которые также стали третьими в группах, провели стыковые матчи, два победителя которых выйдут в 1/8 финала. Далее турнир прошёл по обычной системе с выбыванием.

### Групповой этап

#### Группа A
|                                       | Очки | Матчи | Матчи | Матчи | Сеты | Сеты | Сеты  | Мячи | Мячи | Мячи  |
| И                                     | Очки | В     | П     | В     | П    | В:П  | В     | П    | В:П  |       |
| ------------------------------------- | ---- | ----- | ----- | ----- | ---- | ---- | ----- | ---- | ---- | ----- |
| 1. Жулиана Фелисберта и Лариса Франса | 6    | 3     | 3     | 0     | 6    | 0    | max   | 126  | 76   | 1,658 |
| 2. Катрин Хоттвик и Илька Земмлер     | 5    | 3     | 2     | 1     | 4    | 2    | 2,000 | 115  | 97   | 1,186 |
| 3. Ленка Гаечкова и Гана Клапалова    | 4    | 3     | 1     | 2     | 2    | 4    | 0,500 | 106  | 105  | 1,010 |
| 4. Наташа Ригобер и Элоди Ли Юк Ло    | 3    | 3     | 0     | 3     | 0    | 6    | 0,000 | 57   | 126  | 0,452 |

| Дата  | Время |                                    | Счёт |                                 | Сеты  | Сеты  | Сеты |
| Дата  | Время | 1                                  | Счёт | 2                               | 3     |       |      |
| ----- | ----- | ---------------------------------- | ---- | ------------------------------- | ----- | ----- | ---- |
| 28.07 | 10:00 | Катрин Хоттвик и Илька Земмлер     | 2:0  | Ленка Гаечкова и Гана Клапалова | 21:16 | 21:18 |      |
| 28.07 | 17:30 | Жулиана Фелисберта и Лариса Франса | 2:0  | Наташа Ригобер и Элоди Ли Юк Ло | 21:5  | 21:10 |      |
|       |       |                                    |      |                                 |       |       |      |
| 30.07 | 9:00  | Ленка Гаечкова и Гана Клапалова    | 2:0  | Наташа Ригобер и Элоди Ли Юк Ло | 21:10 | 21:11 |      |
| 30.07 | 15:30 | Жулиана Фелисберта и Лариса Франса | 2:0  | Катрин Хоттвик и Илька Земмлер  | 21:18 | 21:13 |      |
|       |       |                                    |      |                                 |       |       |      |
| 1.08  | 10:00 | Катрин Хоттвик и Илька Земмлер     | 2:0  | Наташа Ригобер и Элоди Ли Юк Ло | 21:11 | 21:10 |      |
| 1.08  | 15:30 | Жулиана Фелисберта и Лариса Франса | 2:0  | Ленка Гаечкова и Гана Клапалова | 21:12 | 21:18 |      |

#### Группа B
|                                       | Очки | Матчи | Матчи | Матчи | Сеты | Сеты | Сеты  | Мячи | Мячи | Мячи  |
| И                                     | Очки | В     | П     | В     | П    | В:П  | В     | П    | В:П  |       |
| ------------------------------------- | ---- | ----- | ----- | ----- | ---- | ---- | ----- | ---- | ---- | ----- |
| 1. Анастасия Васина и Анна Возакова   | 5    | 3     | 2     | 1     | 5    | 4    | 1,250 | 156  | 150  | 1,040 |
| 2. Сюэ Чэнь и Чжан Си                 | 5    | 3     | 2     | 1     | 5    | 3    | 1,667 | 143  | 135  | 1,059 |
| 3. Симоне Кун и Надине Зумкер         | 4    | 3     | 1     | 2     | 4    | 4    | 1,000 | 136  | 139  | 0,978 |
| 4. Вассилики Арванити и Мария Царцани | 4    | 3     | 1     | 2     | 2    | 5    | 0,400 | 119  | 130  | 0,915 |

| Дата  | Время |                                    | Счёт |                                    | Сеты  | Сеты  | Сеты  |
| Дата  | Время | 1                                  | Счёт | 2                                  | 3     |       |       |
| ----- | ----- | ---------------------------------- | ---- | ---------------------------------- | ----- | ----- | ----- |
| 28.07 | 9:00  | Сюэ Чэнь и Чжан Си                 | 1:2  | Анастасия Васина и Анна Возакова   | 21:18 | 14:21 | 14:16 |
| 28.07 | 21:00 | Симоне Кун и Надине Зумкер         | 2:0  | Вассилики Арванити и Мария Царцани | 21:13 | 21:19 |       |
|       |       |                                    |      |                                    |       |       |       |
| 30.07 | 10:00 | Сюэ Чэнь и Чжан Си                 | 2:1  | Симоне Кун и Надине Зумкер         | 21:18 | 16:21 | 15:8  |
| 30.07 | 16:30 | Вассилики Арванити и Мария Царцани | 2:1  | Анастасия Васина и Анна Возакова   | 18:21 | 21:13 | 15:12 |
|       |       |                                    |      |                                    |       |       |       |
| 1.08  | 9:00  | Сюэ Чэнь и Чжан Си                 | 2:0  | Вассилики Арванити и Мария Царцани | 21:17 | 21:16 |       |
| 1.08  | 14:30 | Симоне Кун и Надине Зумкер         | 1:2  | Анастасия Васина и Анна Возакова   | 17:21 | 21:19 | 9:15  |

#### Группа C
|                                        | Очки | Матчи | Матчи | Матчи | Сеты | Сеты | Сеты  | Мячи | Мячи | Мячи  |
| И                                      | Очки | В     | П     | В     | П    | В:П  | В     | П    | В:П  |       |
| -------------------------------------- | ---- | ----- | ----- | ----- | ---- | ---- | ----- | ---- | ---- | ----- |
| 1. Мисти Мэй-Трейнор и Кэрри Уолш      | 6    | 3     | 3     | 0     | 6    | 1    | 6,000 | 137  | 109  | 1,257 |
| 2. Кристина Колочова и Маркета Слукова | 5    | 3     | 2     | 1     | 4    | 4    | 1,000 | 133  | 137  | 0,971 |
| 3. Дорис Швайгер и Стефани Швайгер     | 4    | 3     | 1     | 2     | 4    | 5    | 0,800 | 141  | 150  | 0,940 |
| 4. Натали Кук и Тамсин Хинчлей         | 3    | 3     | 0     | 3     | 2    | 6    | 0,333 | 136  | 151  | 0,901 |

| Дата  | Время |                                     | Счёт |                                     | Сеты  | Сеты  | Сеты  |
| Дата  | Время | 1                                   | Счёт | 2                                   | 3     |       |       |
| ----- | ----- | ----------------------------------- | ---- | ----------------------------------- | ----- | ----- | ----- |
| 28.07 | 14:30 | Кристина Колочова и Маркета Слукова | 2:1  | Дорис Швайгер и Стефани Швайгер     | 10:21 | 21:13 | 15:13 |
| 28.07 | 23:00 | Мисти Мэй-Трейнор и Кэрри Уолш      | 2:0  | Натали Кук и Тамсин Хинчлей         | 21:18 | 21:19 |       |
|       |       |                                     |      |                                     |       |       |       |
| 30.07 | 22:00 | Дорис Швайгер и Стефани Швайгер     | 2:1  | Натали Кук и Тамсин Хинчлей         | 18:21 | 22:20 | 15:10 |
| 30.07 | 23:00 | Мисти Мэй-Трейнор и Кэрри Уолш      | 2:0  | Кристина Колочова и Маркета Слукова | 21:14 | 21:19 |       |
|       |       |                                     |      |                                     |       |       |       |
| 1.08  | 22:00 | Кристина Колочова и Маркета Слукова | 2:1  | Натали Кук и Тамсин Хинчлей         | 21:16 | 18:21 | 15:11 |
| 1.08  | 23:00 | Мисти Мэй-Трейнор и Кэрри Уолш      | 2:1  | Дорис Швайгер и Стефани Швайгер     | 17:21 | 21:8  | 15:10 |

#### Группа D
|                                       | Очки | Матчи | Матчи | Матчи | Сеты | Сеты | Сеты  | Мячи | Мячи | Мячи  |
| И                                     | Очки | В     | П     | В     | П    | В:П  | В     | П    | В:П  |       |
| ------------------------------------- | ---- | ----- | ----- | ----- | ---- | ---- | ----- | ---- | ---- | ----- |
| 1. Дженнифер Кесси и Эйприл Росс      | 6    | 3     | 3     | 0     | 4    | 1    | 4,000 | 149  | 131  | 1,137 |
| 2. Эльза Бакеризо и Лилиана Фернандес | 5    | 3     | 2     | 1     | 5    | 3    | 1,667 | 149  | 143  | 1,042 |
| 3. Занне Кайзер и Марлен ван Ирсель   | 4    | 3     | 1     | 2     | 4    | 4    | 1,000 | 134  | 126  | 1,063 |
| 4. Ана Гальяй и Мария Зонта           | 3    | 3     | 0     | 3     | 0    | 6    | 0,000 | 93   | 126  | 0,738 |

| Дата  | Время |                                    | Счёт |                                    | Сеты  | Сеты  | Сеты  |
| Дата  | Время | 1                                  | Счёт | 2                                  | 3     |       |       |
| ----- | ----- | ---------------------------------- | ---- | ---------------------------------- | ----- | ----- | ----- |
| 29.07 | 12:00 | Занне Кайзер и Марлен ван Ирсель   | 1:2  | Эльза Бакеризо и Лилиана Фернандес | 21:14 | 16:21 | 11:15 |
| 29.07 | 21:00 | Дженнифер Кесси и Эйприл Росс      | 2:0  | Ана Гальяй и Мария Зонта           | 21:11 | 21:18 |       |
|       |       |                                    |      |                                    |       |       |       |
| 31.07 | 11:00 | Эльза Бакеризо и Лилиана Фернандес | 2:0  | Ана Гальяй и Мария Зонта           | 22:20 | 21:16 |       |
| 31.07 | 23:00 | Дженнифер Кесси и Эйприл Росс      | 2:1  | Занне Кайзер и Марлен ван Ирсель   | 21:15 | 12:21 | 15:8  |
|       |       |                                    |      |                                    |       |       |       |
| 2.08  | 11:00 | Занне Кайзер и Марлен ван Ирсель   | 2:0  | Ана Гальяй и Мария Зонта           | 21:12 | 21:16 |       |
| 2.08  | 16:30 | Дженнифер Кесси и Эйприл Росс      | 2:1  | Эльза Бакеризо и Лилиана Фернандес | 21:19 | 19:21 | 19:17 |

#### Группа E
|                                         | Очки | Матчи | Матчи | Матчи | Сеты | Сеты | Сеты  | Мячи | Мячи | Мячи  |
| И                                       | Очки | В     | П     | В     | П    | В:П  | В     | П    | В:П  |       |
| --------------------------------------- | ---- | ----- | ----- | ----- | ---- | ---- | ----- | ---- | ---- | ----- |
| 1. Мария Антонелли и Талита Антунес     | 6    | 3     | 3     | 0     | 6    | 2    | 3,000 | 161  | 138  | 1,167 |
| 2. Сара Голлер и Лаура Людвиг           | 5    | 3     | 2     | 1     | 5    | 3    | 1,667 | 160  | 144  | 1,111 |
| 3. Меделейн Меппелинк и Софи ван Гестел | 4    | 3     | 1     | 2     | 2    | 4    | 0,500 | 103  | 118  | 0,873 |
| 4. Луиза Боуден и Бекара Палмер         | 3    | 3     | 0     | 3     | 2    | 6    | 0,333 | 127  | 151  | 0,841 |

| Дата  | Время |                                  | Счёт |                                      | Сеты  | Сеты  | Сеты  |
| Дата  | Время | 1                                | Счёт | 2                                    | 3     |       |       |
| ----- | ----- | -------------------------------- | ---- | ------------------------------------ | ----- | ----- | ----- |
| 29.07 | 16:30 | Сара Голлер и Лаура Людвиг       | 2:1  | Луиза Боуден и Бекара Палмер         | 21:18 | 19:21 | 15:8  |
| 29.07 | 20:00 | Мария Антонелли и Талита Антунес | 2:0  | Меделейн Меппелинк и Софи ван Гестел | 21:10 | 21:19 |       |
|       |       |                                  |      |                                      |       |       |       |
| 31.07 | 12:00 | Мария Антонелли и Талита Антунес | 2:1  | Сара Голлер и Лаура Людвиг           | 21:19 | 29:31 | 15:13 |
| 31.07 | 16:30 | Луиза Боуден и Бекара Палмер     | 0:2  | Меделейн Меппелинк и Софи ван Гестел | 19:21 | 15:21 |       |
|       |       |                                  |      |                                      |       |       |       |
| 2.08  | 11:00 | Сара Голлер и Лаура Людвиг       | 2:0  | Меделейн Меппелинк и Софи ван Гестел | 21:18 | 21:14 |       |
| 2.08  | 16:30 | Мария Антонелли и Талита Антунес | 2:1  | Луиза Боуден и Бекара Палмер         | 18:21 | 21:16 | 15:9  |

#### Группа F
|                                         | Очки | Матчи | Матчи | Матчи | Сеты | Сеты | Сеты  | Мячи | Мячи | Мячи  |
| И                                       | Очки | В     | П     | В     | П    | В:П  | В     | П    | В:П  |       |
| --------------------------------------- | ---- | ----- | ----- | ----- | ---- | ---- | ----- | ---- | ---- | ----- |
| 1. Грета Чиколари и Марта Менегатти     | 6    | 3     | 3     | 0     | 6    | 2    | 3,000 | 154  | 122  | 1,262 |
| 2. Екатерина Хомякова и Евгения Уколова | 5    | 3     | 2     | 1     | 5    | 3    | 1,667 | 157  | 150  | 1,047 |
| 3. Зара Дампни и Шона Муллин            | 4    | 3     | 1     | 2     | 2    | 5    | 0,400 | 119  | 136  | 0,875 |
| 4. Мане-Андре Лессар и Анье Мартин      | 3    | 3     | 0     | 3     | 3    | 6    | 0,500 | 156  | 176  | 0,886 |

| Дата  | Время |                                      | Счёт |                                      | Сеты  | Сеты  | Сеты  |
| Дата  | Время | 1                                    | Счёт | 2                                    | 3     |       |       |
| ----- | ----- | ------------------------------------ | ---- | ------------------------------------ | ----- | ----- | ----- |
| 29.07 | 9:00  | Грета Чиколари и Марта Менегатти     | 2:1  | Екатерина Хомякова и Евгения Уколова | 17:21 | 21:18 | 15:8  |
| 29.07 | 17:30 | Зара Дампни и Шона Муллин            | 2:1  | Мане-Андре Лессар и Анье Мартин      | 17:21 | 21:14 | 15:13 |
|       |       |                                      |      |                                      |       |       |       |
| 31.07 | 17:30 | Зара Дампни и Шона Муллин            | 0:2  | Грета Чиколари и Марта Менегатти     | 18:21 | 12:21 |       |
| 31.07 | 20:00 | Екатерина Хомякова и Евгения Уколова | 2:1  | Мане-Андре Лессар и Анье Мартин      | 21:18 | 28:30 | 15:13 |
|       |       |                                      |      |                                      |       |       |       |
| 2.08  | 12:00 | Грета Чиколари и Марта Менегатти     | 2:1  | Мане-Андре Лессар и Анье Мартин      | 21:12 | 23:25 | 15:10 |
| 2.08  | 15:30 | Зара Дампни и Шона Муллин            | 0:2  | Екатерина Хомякова и Евгения Уколова | 23:25 | 13:21 |       |

### Стыковые матчи
Из шести команд, занявших в своих группах третьи места, две (с наилучшими показателями) напрямую выходят в плей-офф. Оставшиеся четыре команды играют стыковые матчи между собой.
| Рейтинг третьих команд                  | Рейтинг третьих команд | Рейтинг третьих команд | Рейтинг третьих команд | Рейтинг третьих команд | Рейтинг третьих команд | Рейтинг третьих команд | Рейтинг третьих команд | Рейтинг третьих команд | Рейтинг третьих команд | Рейтинг третьих команд |
|                                         | Очки                   | Матчи                  | Матчи                  | Матчи                  | Сеты                   | Сеты                   | Сеты                   | Мячи                   | Мячи                   | Мячи                   |
| И                                       | Очки                   | В                      | П                      | В                      | П                      | В:П                    | В                      | П                      | В:П                    |                        |
| --------------------------------------- | ---------------------- | ---------------------- | ---------------------- | ---------------------- | ---------------------- | ---------------------- | ---------------------- | ---------------------- | ---------------------- | ---------------------- |
| 1. Занне Кайзер и Марлен ван Ирсель     | 4                      | 3                      | 1                      | 2                      | 4                      | 4                      | 1,000                  | 134                    | 126                    | 1,063                  |
| 2. Симоне Кун и Надине Зумкер           | 4                      | 3                      | 1                      | 2                      | 4                      | 4                      | 1,000                  | 136                    | 139                    | 0,978                  |
| 3. Дорис Швайгер и Стефани Швайгер      | 4                      | 3                      | 1                      | 2                      | 4                      | 5                      | 0,800                  | 141                    | 150                    | 0,940                  |
| 4. Ленка Гаечкова и Гана Клапалова      | 4                      | 3                      | 1                      | 2                      | 2                      | 4                      | 0,500                  | 106                    | 105                    | 1,010                  |
| 5. Меделейн Меппелинк и Софи ван Гестел | 4                      | 3                      | 1                      | 2                      | 2                      | 4                      | 0,500                  | 103                    | 118                    | 0,873                  |
| 6. Зара Дампни и Шона Муллин            | 4                      | 3                      | 1                      | 2                      | 2                      | 5                      | 0,400                  | 119                    | 136                    | 0,875                  |

 выход в 1/8 финала
 участие в стыковых матчах
| Дата | Время |                                 | Счёт |                                      | Сеты  | Сеты  | Сеты |
| Дата | Время | 1                               | Счёт | 2                                    | 3     |       |      |
| ---- | ----- | ------------------------------- | ---- | ------------------------------------ | ----- | ----- | ---- |
| 2.08 | 22:00 | Дорис Швайгер и Стефани Швайгер | 2:0  | Зара Дампни и Шона Муллин            | 21:15 | 21:12 |      |
| 2.08 | 22:00 | Ленка Гаечкова и Гана Клапалова | 0:2  | Меделейн Меппелинк и Софи ван Гестел | 17:21 | 17:21 |      |

### Плей-офф

#### 1/8 финала
| Дата | Время |                                      | Счёт |                                      | Сеты  | Сеты  | Сеты |
| Дата | Время | 1                                    | Счёт | 2                                    | 3     |       |      |
| ---- | ----- | ------------------------------------ | ---- | ------------------------------------ | ----- | ----- | ---- |
| 3.08 | 9:00  | Сара Голлер и Лаура Людвиг           | 2:0  | Катрин Хоттвик и Илька Земмлер       | 21:16 | 21:15 |      |
| 3.08 | 14:00 | Жулиана Фелисберта и Лариса Франса   | 2:0  | Меделейн Меппелинк и Софи ван Гестел | 21:10 | 21:17 |      |
| 3.08 | 17:00 | Симоне Кун и Надине Зумкер           | 0:2  | Дженнифер Кесси и Эйприл Росс        | 15:21 | 19:21 |      |
| 3.08 | 22:00 | Дорис Швайгер и Стефани Швайгер      | 2:1  | Анастасия Васина и Анна Возакова     | 21:17 | 16:21 | 15:9 |
| 4.08 | 9:00  | Екатерина Хомякова и Евгения Уколова | 0:2  | Сюэ Чэнь и Чжан Си                   | 12:21 | 11:21 |      |
| 4.08 | 13:00 | Эльза Бакеризо и Лилиана Фернандес   | 0:2  | Грета Чиколари и Марта Менегатти     | 15:21 | 15:21 |      |
| 4.08 | 18:00 | Мария Антонелли и Талита Антунес     | 1:2  | Кристина Колочова и Маркета Слукова  | 16:21 | 22:20 | 9:15 |
| 4.08 | 21:00 | Мисти Мэй-Трейнор и Кэрри Уолш       | 2:0  | Занне Кайзер и Марлен ван Ирсель     | 21:13 | 21:12 |      |

#### 1/4 финала
| Дата | Время |                                     | Счёт |                                  | Сеты  | Сеты  | Сеты |
| Дата | Время | 1                                   | Счёт | 2                                | 3     |       |      |
| ---- | ----- | ----------------------------------- | ---- | -------------------------------- | ----- | ----- | ---- |
| 5.08 | 18:00 | Сюэ Чэнь и Чжан Си                  | 2:0  | Дорис Швайгер и Стефани Швайгер  | 21:18 | 21:11 |      |
| 5.08 | 19:00 | Мисти Мэй-Трейнор и Кэрри Уолш      | 2:0  | Грета Чиколари и Марта Менегатти | 21:13 | 21:13 |      |
| 5.08 | 22:00 | Кристина Колочова и Маркета Слукова | 0:2  | Дженнифер Кесси и Эйприл Росс    | 23:25 | 18:21 |      |
| 5.08 | 23:00 | Жулиана Фелисберта и Лариса Франса  | 2:0  | Сара Голлер и Лаура Людвиг       | 21:10 | 21:19 |      |

#### 1/2 финала
| Дата | Время |                                    | Счёт |                               | Сеты  | Сеты  | Сеты  |
| Дата | Время | 1                                  | Счёт | 2                             | 3     |       |       |
| ---- | ----- | ---------------------------------- | ---- | ----------------------------- | ----- | ----- | ----- |
| 7.08 | 18:00 | Мисти Мэй-Трейнор и Кэрри Уолш     | 2:0  | Сюэ Чэнь и Чжан Си            | 22:20 | 22:20 |       |
| 7.08 | 21:00 | Жулиана Фелисберта и Лариса Франса | 1:2  | Дженнифер Кесси и Эйприл Росс | 21:15 | 19:21 | 12:15 |

#### Матч за 3-е место
| Дата | Время |                    | Счёт |                                    | Сеты  | Сеты  | Сеты  |
| Дата | Время | 1                  | Счёт | 2                                  | 3     |       |       |
| ---- | ----- | ------------------ | ---- | ---------------------------------- | ----- | ----- | ----- |
| 8.08 | 19:00 | Сюэ Чэнь и Чжан Си | 1:2  | Жулиана Фелисберта и Лариса Франса | 21:11 | 19:21 | 12:15 |

#### Финал
| Дата | Время |                                | Счёт |                               | Сеты  | Сеты  | Сеты |
| Дата | Время | 1                              | Счёт | 2                             | 3     |       |      |
| ---- | ----- | ------------------------------ | ---- | ----------------------------- | ----- | ----- | ---- |
| 8.08 | 21:00 | Мисти Мэй-Трейнор и Кэрри Уолш | 2:0  | Дженнифер Кесси и Эйприл Росс | 21:16 | 21:16 |      |

### Итоговое положение
|     | Мисти Мэй-Трейнор и Кэрри Уолш       |
|     | Дженнифер Кесси и Эйприл Росс        |
|     | Жулиана Фелисберта и Лариса Франса   |
| 4.  | Сюэ Чэнь и Чжан Си                   |
| 5.  | Дорис Швайгер и Стефани Швайгер      |
| 5.  | Сара Голлер и Лаура Людвиг           |
| 5.  | Грета Чиколари и Марта Менегатти     |
| 5.  | Кристина Колочова и Маркета Слукова  |
| 9.  | Мария Антонелли и Талита Антунес     |
| 9.  | Катрин Хоттвик и Илька Земмлер       |
| 9.  | Эльза Бакеризо и Лилиана Фернандес   |
| 9.  | Меделейн Меппелинк и Софи ван Гестел |
| 9.  | Занне Кайзер и Марлен ван Ирсель     |
| 9.  | Анастасия Васина и Анна Возакова     |
| 9.  | Екатерина Хомякова и Евгения Уколова |
| 9.  | Симоне Кун и Надине Зумкер           |
| 17. | Зара Дампни и Шона Муллин            |
| 17. | Ленка Гаечкова и Гана Клапалова      |
| 19. | Луиза Боуден и Бекара Палмер         |
| 19. | Натали Кук и Тамсин Хинчлей          |
| 19. | Ана Гальяй и Мария Зонта             |
| 19. | Вассилики Арванити и Мария Царцани   |
| 19. | Мане-Андре Лессар и Анье Мартин      |
| 19. | Наташа Ригобер и Элоди Ли Юк Ло      |